# Nops enae
Nops enae är en spindelart som beskrevs av Sánchez-Ruiz 2004. Nops enae ingår i släktet Nops och familjen Caponiidae.
Artens utbredningsområde är Kuba. Inga underarter finns listade i Catalogue of Life.